# 短身上口脂鯉
短身上口脂鯉，為輻鰭魚綱脂鯉目脂鯉亞目上口脂鯉科的其中一個種，分布於南美洲法屬圭亞那Oyapock河流域，體長可達30.6公分，棲息在沙底質的淺水域，以藻類為食，游泳時頭部會朝下，可作為觀賞魚。